# Кодицилл, Пётр
Пётр Кодицилл или Пётр из Тулехова (чеш. Petr z Tulechova, лат. Petrus Codicillus; 24 февраля 1533[…], Седльчани[…] — 29 октября 1589, Прага) — чешский писатель и учёный.

## Биография
Родился 24 февраля 1533 года в городе Седльчани. Учился у Меланхтона. Был профессором Карлова университета в Праге, где восемь раз избирался в ректоры (1572—1573 и 1582—1589). С 1563 до 1590 издавал календари (Minuci), из которого в 1585 году исключил праздники, посвящённые Яну Гусу и Иерониму Пражскому. Это настроило против него население, и Кодицилл был вынужден бежать из Праги, куда вернулся лишь после того, как в 1588 восстановил в своём календаре эти праздники. 

## Труды
Писал латинские стихи («Epithalamia», «Epicedia», «Elegiae»).
Опубликовал  «Порядок изучения и преподавания словесности в гражданских школах Чешского королевства» (лат. «Ordo studiorum docendi atque discendi litteras in scholis civitatum regni Bohemiae»; 1586; чешский перевод 1873) и «Латино-чешско-немецкий словарь» (чеш. «Vokabulàř latinský, česky a nėmecký»; 1560).